# Sōhekimon'in no Shōshō
Sōhekimon'in no Shōshō (藻璧門院少将, conosciuta anche come Chūgū no Shōshō (中宮少将); fl. XIII secolo) è stata una poeta giapponese waka del primo periodo Kamakura.
È considerata una delle Trentasei poetesse immortali (女房三十六歌仙, Nyōbō Sanjūrokkasen) e dei Trentasei nuovi immortali della poesia (新三十六歌仙 Shin Sanjūrokkasen).
Suo padre era il poeta e pittore Fujiwara no Nobuzane ed era la sorella maggiore di Ben no Naishi e di Gofukakusa-in no Shōshō no naishi. Ha servito come dama di corte alla corte dell'imperatore Go-Horikawa. Successivamente diventa una monaca buddista.
Lei, così come Ben no Naishi e Gofukakusa-in no Shōshō no naishi, erano famose per la loro esperienza nella poesia tanka. Tra il 1232 e il 1243 partecipò a vari concorsi di waka. 63 delle sue poesie furono incluse nelle antologie imperiali a partire dal Shingoshūi Wakashū.